# Jean Djorkaeff
Jean «Tchouki» Djorkaeff (Charvieu-Chavagneux, Francia, 27 de octubre de 1939) es un exfutbolista francés que se desempeñó como defensor. Ha sido internacional con la selección de fútbol de Francia, apareciendo en 48 partidos y anotando 3 goles.

## Trayectoria
Djorkaeff hizo su debut como futbolista profesional jugando para el Lyon en un partido contra el Limoges el 28 de diciembre de 1958. Aunque comenzó como delantero fue famoso por su trabajo como defensa central y apareció en alrededor de 400 partidos en el Liga francesa de fútbol. Pasó un total de 16 temporadas en los dos primeros niveles, durante las cuales jugó con solo cuatro clubes (ocho temporadas con el Lyon, cuatro con el Marsella, dos con el Paris Saint-Germain y dos con el Paris FC). Ganó la Copa de Francia dos veces: la primera con el Lyon en 1964 y la segunda con el Marsella en 1969.

## Selección nacional
A nivel internacional, Djorkaeff también jugó con Francia en 48 ocasiones entre 1964 y 1972, anotando 3 goles. Representó a su nación en la Copa Mundial de la FIFA de 1966.

## Carrera como entrenador
Djorkaeff se convirtió en entrenador interino del Paris FC durante dos partidos en 1972 mientras jugaba en el club. Tras su retiro del fútbol, entrenaría al UGA Lyon-Décines. En 1981 se convirtió en entrenador de Grenoble. Tras dos temporadas en el club de la Ligue 2 se marchó al Saint-Étienne de la Ligue 1 donde permanecería una temporada. De 1986 a 1987 trabajó como segundo entrenador en la selección de Francia .Posteriormente, volvería a ocupar su puesto en la UGA Lyon-Décines.

## Después del fútbol
Djorkaeff pasaría a servir como presidente de la comisión de la Copa de Francia en 2000, cargo en el que permaneció durante siete años. En abril de 2007, se convirtió en director general de UGA Lyon-Décines.

## Clubes

### Como jugador
| Equipo                         | País                | Años                | PJ  | Goles |
| ------------------------------ | ------------------- | ------------------- | --- | ----- |
| Olympique de Lyon              | Francia             | 1958-1966           | 193 | 23    |
| Olympique de Marsella          | Francia             | 1966-1970           | 160 | 12    |
| París Saint-Germain            | Francia             | 1970-1972           | 68  | 7     |
| Paris FC                       | Francia             | 1972-1974           | 68  | 5     |
| Selección de fútbol de Francia | Francia             | 1964–1972           | 48  | 3     |
| Total en su carrera            | Total en su carrera | Total en su carrera | 537 | 50    |

### Como entrenador
| Equipo           | País    | Años      |
| ---------------- | ------- | --------- |
| Paris FC         | Francia | 1972      |
| Grenoble Foot 38 | Francia | 1981-1983 |
| AS Saint-Étienne | Francia | 1983-1984 |

## Palmarés
| Título          | Club                  | Año  |
| --------------- | --------------------- | ---- |
| Copa de Francia | Olympique de Lyon     | 1964 |
| Copa de Francia | Olympique de Marsella | 1968 |
| Ligue 2         | París Saint-Germain   | 1971 |